# Stradivari Muntz
Lo Stradivari Muntz è un antico violino realizzato da Antonio Stradivari di Cremona (1644-1737) nel 1736. L'etichetta apposta su questo strumento reca la scritta "d'anni 92", forse scritta a mano dallo stesso Stradivari. È stato anche suggerito che il Conte Cozio di Salabue, un successivo proprietario, abbia fatto questa iscrizione. Il Muntz, che ha una solida reputazione per le sue eccellenti condizioni e qualità tonale, prende il nome da un uomo che lo possedeva alla fine del XIX secolo, H. M. Muntz. Era un collezionista e violinista dilettante che viveva a Birmingham, in Inghilterra. Il Muntz, tra gli ultimi strumenti realizzati da Stradivari, è attualmente di proprietà della Nippon Music Foundation.
Dal 2007 lo Stradivari Muntz è stato prestato a Yuki Manuela Janke, primo violino dello Staatskapelle di Dresda. Fu confiscato all'Aeroporto di Francoforte nel 2012 quando la Janke tornò da uno spettacolo a Tokyo, ma fu in seguito restituito.